# Crusea wrightii
Crusea wrightii är en måreväxtart som beskrevs av Asa Gray. Crusea wrightii ingår i släktet Crusea och familjen måreväxter.

## Underarter
Arten delas in i följande underarter:
- C. w. angustifolia
- C. w. wrightii